# کوایچیرو نیشی
کوایچیرو نیشی (انگلیسی: Koichiro Nishi؛ زادهٔ ۱۷ اکتبر ۱۹۷۹) بازیگر اهل ژاپن است. او در سال ۲۰۰۳ در سریال باکوریو سنتای آبارانگر بازی کرد.